# 木野川古墳群

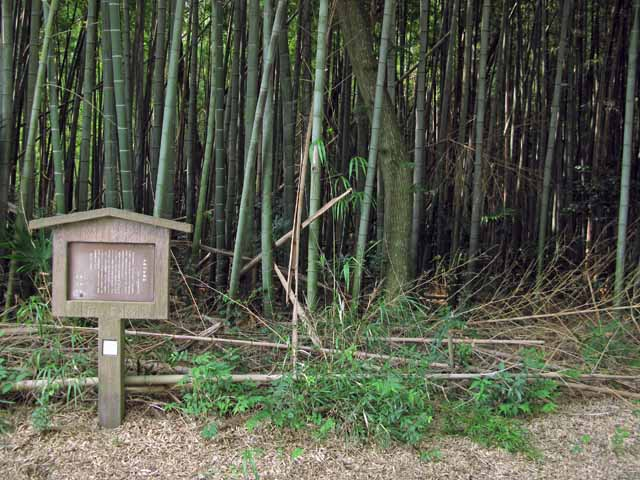
木野川古墳群（2013年9月）

木野川古墳群（きのがわこふんぐん）は、埼玉県杉戸町木野川にある古墳群。
目沼古墳群の南方約2キロメートルに位置する。標高12メートルの狭い舌状台地上の山林中に直径8~20メートルの小円墳8基が所在している。発掘調査は行われていないため、内容については不明である。
昭和51年10月1日付けで埼玉県選定重要遺跡に選定された。